# Manius Sergius Fidenas
Manius Sergius Fidenas ou Fidenate (en latin : Manius Sergius L.f. Fidenas) est un homme politique et soldat romain du Ve siècle av. J.-C. Il est élu  tribun militaire à pouvoir consulaire en 404 et 402 av. J.-C. , . 
En raison de ses mauvaises relations avec Lucius Verginius Tricostus Esquilinus qui ont conduit à une défaite à Véies il doit quitter ses fonctions avant l'expiration de son mandat. L'année suivante, les deux tribuns sont traduits en justice et condamnés à payer une lourde amende.